# Campeonato Europeu de Atletismo em Pista Coberta de 2013 - Salto triplo feminino
A prova do salto triplo feminino do Campeonato Europeu de Atletismo em Pista Coberta de 2013 foi disputada entre os dias 1 e 3 de março de 2013 no Scandinavium em Gotemburgo, Suécia.

## Recordes
Antes desta competição, os recordes mundiais e do campeonato nesta prova eram os seguintes:
|                       | Nome             | Nacionalidade | Distância | Local     | Data                    |
| --------------------- | ---------------- | ------------- | --------- | --------- | ----------------------- |
| Recorde mundial       | Tatyana Lebedeva | Rússia        | 15m 36cm  | Budapeste | 6 de março de 2004      |
| Recorde do campeonato | Ashia Hansen     | Reino Unido   | 15m 16cm  | Valência  | 28 de fevereiro de 1998 |
| Recorde europeu       | Tatyana Lebedeva | Rússia        | 15m 36cm  | Budapeste | 6 de março de 2004      |

## Medalhistas
| Ouro                | Prata                | Bronze                 |
| Olha Saladuha (UKR) | Irina Gumenyuk (RUS) | Simona La Mantia (ITA) |

## Cronograma
Todos os horários são locais (UTC+2).
| Data       | Hora  | Evento       |
| ---------- | ----- | ------------ |
| 1 de março | 18:40 | Qualificação |
| 3 de março | 11:05 | Final        |

## Resultados

### Qualificação
Qualificação: 14,10m (Q) ou os 8 melhores qualificados (q). 
| Posição | Atleta                | Nacionalidade | #1    | #2    | #3    | Resultados | Notas |
| ------- | --------------------- | ------------- | ----- | ----- | ----- | ---------- | ----- |
| 1       | Olha Saladuha         | Ucrânia       | 14.47 |       |       | 14.47      | Q     |
| 2       | Irina Gumenyuk        | Rússia        | 14.30 |       |       | 14.30      | Q     |
| 3       | Simona La Mantia      | Itália        | 14.24 |       |       | 14.24      | Q     |
| 4       | Veronika Mosina       | Rússia        | 13.78 | 14.17 |       | 14.17      | Q     |
| 5       | Patrícia Mamona       | Portugal      | 13.90 | x     | 13.99 | 13.90      | q     |
| 6       | Yamilé Aldama         | Reino Unido   | 13.92 | x     | x     | 13.92      | q     |
| 7       | Jenny Elbe            | Alemanha      | 13.43 | 13.88 | 13.45 | 13.88      | q     |
| 8       | Patricia Sarrapio     | Espanha       | x     | 13.62 | 13.85 | 13.85      | q     |
| 9       | Viktoriya Dolgacheva  | Rússia        | 13.83 | x     | x     | 13.83      |       |
| 10      | Dana Velďáková        | Eslováquia    | x     | 13.82 | 13.76 | 13.82      |       |
| 11      | Gita Dodova           | Bulgária      | 13.62 | 13.75 | 13.50 | 13.75      |       |
| 12      | Susana Costa          | Portugal      | 13.65 | 13.74 | x     | 13.74      |       |
| 13      | Níki Panéta           | Grécia        | x     | 13.36 | 13.55 | 13.55      |       |
| 14      | Dovilė Dzindzaletaitė | Lituânia      | x     | 13.22 | 13.53 | 13.53      |       |
| 15      | Cristina Bujin        | Roménia       | 13.47 | x     | 13.40 | 13.47      |       |
| 16      | Kseniya Dziatsuk      | Bielorrússia  | x     | 13.46 | x     | 13.46      |       |
| 17      | Santa Matule          | Letônia       | x     | 13.33 | 13.15 | 13.33      |       |
| 18      | Ruslana Tsyhotska     | Ucrânia       | 13.10 | x     | 12.76 | 13.10      |       |
| 19      | Maja Bratkič          | Eslovênia     | 11.49 | 12.99 | 12.99 | 12.99      |       |
| 20      | Nina Serbezova        | Chipre        | x     | –     | –     | NM         |       |
| 20      | Sevim Sinmez Serbest  | Turquia       | x     | x     | x     | NM         |       |

### Final
A final foi realizada às 11:05 no dia 3 de março de 2013.  
| Posição           | Atleta            | Nacionalidade | #1    | #2    | #3    | #4    | #5    | #6    | Resultados | Notas                |
| ----------------- | ----------------- | ------------- | ----- | ----- | ----- | ----- | ----- | ----- | ---------- | -------------------- |
| Medalha de ouro   | Olha Saladuha     | Ucrânia       | 14.88 | x     | x     | 14.68 | x     | x     | 14.88      | ,                    |
| Medalha de prata  | Irina Gumenyuk    | Rússia        | 14.25 | x     | x     | 14.30 | 13.74 | 14.05 | 14.30      |                      |
| Medalha de bronze | Simona La Mantia  | Itália        | 14.24 | 14.04 | 14.26 | x     | x     | 14.04 | 14.26      | Recorde da temporada |
| 4                 | Veronika Mosina   | Rússia        | 14.21 | 14.08 | 13.35 | 13.80 | 14.01 | 14.09 | 14.21      |                      |
| 5                 | Patricia Sarrapio | Espanha       | x     | x     | 14.07 | x     | x     | 13.45 | 14.07      | Recorde pessoal      |
| 6                 | Yamilé Aldama     | Reino Unido   | x     | 13.91 | 13.95 | x     | x     | 13.95 | 13.95      | Recorde da temporada |
| 7                 | Jenny Elbe        | Alemanha      | 13.64 | x     | 13.66 | 13.47 | 13.81 | 13.54 | 13.81      |                      |
| 8                 | Patrícia Mamona   | Portugal      | 13.72 | x     | x     | 13.51 | 13.59 | 13.57 | 13.72      |                      |

Legenda
| Recorde mundial       | Recorde mundial (World record)               |                       | Recorde africano                      | Recorde africano (African) |                                           | Q | Classificado por posição (Qualified) |
| Recorde do campeonato | Recorde do campeonato (Championship record)  | Recorde da América    | Recorde da América (Americas)         | q                          | Classificado por melhor tempo (Qualified) |   |                                      |
| Melhor marca do ano   | Melhor marca do ano (World leading)          | Recorde asiático      | Recorde asiático (Asian)              | DNS                        | Não largou (Did not start)                |   |                                      |
| Recorde nacional      | Recorde nacional (National record)           | Recorde europeu       | Recorde europeu (European)            | DNF                        | Não terminou (Did not finish)             |   |                                      |
| Recorde pessoal       | Recorde pessoal do atleta (Personal best)    | Recorde da Oceania    | Recorde da Oceania (Oceania)          | DSQ / DQ                   | Desclassificado (Disqualified)            |   |                                      |
| Recorde da temporada  | Recorde da temporada do atleta (Season best) | Recorde sul-americano | Recorde sul-americano (South America) | NM                         | Sem marca (No mark)                       |   |                                      |